# Kanton Saint-Dizier-3
Saint-Dizier-3 is een kanton van het Franse departement Haute-Marne.

## Geschiedenis
Het kanton werd op 22 maart 2015 gevormd, uit 2 gemeenten van het op die datum opgeheven kanton Saint-Dizier-Nord-Est en een deel van de gemeente Saint-Dizier.

## Gemeenten
Het kanton Saint-Dizier-3 omvat de volgende gemeenten:
- Bettancourt-la-Ferrée
- Chancenay
- Saint-Dizier (deels)